# Мацей Гайос
Ма́цей Га́йос (пол. Maciej Gajos, нар. 19 березня 1991, Бляховня) — польський футболіст, півзахисник клубу «Персіджа» (Джакарта).
Виступав, зокрема, за клуб «Лех».
Дворазовий володар Суперкубка Польщі.

## Ігрова кар'єра
Народився 19 березня 1991 року в місті Бляховня. Вихованець футбольної школи клубу «Ракув». Дорослу футбольну кар'єру розпочав 2009 року в основній команді того ж клубу, в якій провів три сезони, взявши участь у 92 матчах чемпіонату. 
Протягом 2012—2015 років захищав кольори клубу «Ягеллонія» (Білосток).
Своєю грою за останню команду привернув увагу представників тренерського штабу клубу «Лех», до складу якого приєднався 2015 року. Відіграв за команду з Познані наступні чотири сезони своєї ігрової кар'єри. Більшість часу, проведеного у складі «Леха», був основним гравцем команди.
До складу клубу «Лехія» (Гданськ) приєднався 2019 року. Гайос відіграв за команду зі Гданська 118 матчів в національному чемпіонаті.
У липні 2023 року Гайос перебрався до чемпіонату Індонезії, приєднавшись до клубу «Персіджа» (Джакарта)

## Титули і досягнення
- Володар Суперкубка Польщі (2):

«Лех»: 2015, 2016